# Яаттеэнмяки, Аннели
А́ннели Ту́уликки Я́аттеэнмя́ки (встречаются и другие варианты написания фамилии — Яаттеенмяки, Яяттеенмяки, Яяттеэнмяки) (фин. Anneli Tuulikki Jäätteenmäki, род. 11 февраля 1955, Лапуа) — финский политик, помощник судьи (фин. varatuomari) и член Европейского парламента, занимая с мая 2015 года пост заместителя председателя Европейского парламента.
В прошлом занимала должность спикера парламента (2003); была премьер-министром (2003), став первой женщиной в истории Финляндии, занявшей этот пост. Также была председателем партии Финляндский центр (2002—2003).

## Биография
С 1981 года Аннели Яаттеэнмяки работала юристом. В 1987 году Яаттеэнмяки впервые была избрана в парламент Финляндии, она шла на выборы от партии Финляндский центр и получила свыше 9000 голосов.
В 1994—1995 годах занимала пост министра юстиции в кабинете Эско Ахо.
В 2002 году она была избрана вместо Ахо лидером партии и по итогам прошедших в следующем году парламентских выборов сформировала кабинет с участием социал-демократов и Шведской народной партии, в результате чего Финляндия стала единственной страной в мире, где посты как президента (Тарья Халонен), так и премьер-министра занимали одновременно женщины.
Яаттеэнмяки была вынуждена уйти в отставку в связи со скандалом, связанным с обнародованием ею в период предвыборной кампании секретных документов, содержавших записи переговоров тогдашнего премьер-министра социал-демократа Пааво Липпонена с президентом США Джорджем Бушем о поддержке Финляндией войны в Ираке, что способствовало поражению социал-демократов на парламентских выборах. Яаттеэнмяки ушла в отставку с поста премьер-министра 24 июня и с поста лидера Партии центра 5 октября.
С 2004 года Яааттеэнмяки является депутатом Европейского парламента.
20 мая 2015 года Яаттеэнмяки была избрана заместителем председателя (вице-спикером) Европарламента (она стала одним из 14 заместителей председателя). За неё проголосовал 301 евродепутат, против было подано 285 голосов. На этом посту она сменила другого финского политика, Олли Рена, который вернулся в финскую политику, став министром экономического развития в кабинете Сипиля.